# Pat Monaghan
Patricia „Pat“ Monaghan (* 1947) ist in der Nachfolge von Keith Vickerman Regius Professor für Zoologie an der University of Glasgow.

## Leben
Nach einem Studium in Glasgow wurde Monaghan ein Ph.D. von der University of Durham verliehen. Von 1997 bis 2012 lehrte Monaghan in Glasgow als Professor für Tierökologie (animal ecology). 2015 übernahm sie als erste Frau dort den Lehrstuhl für Zoologie (Regius Professor of Zoology).

## Forschung
Monaghan forscht mit dem Schwerpunkt in Verhaltens- und Populationsökologie, wobei sie sich stark auf die Auswirkungen von veränderten Umweltbedingungen auf Tiere konzentriert. 1999 leitete Monaghan Forschungen, in denen zum ersten Mal aufgezeigt wurde, dass Einflüsse auf die Elterntiere das Geschlechterverhältnis der Nachkommen beeinflussen kann. In der näheren Vergangenheit beschäftigt sich Monaghan mit den Auswirkungen der Lebensbedingungen in frühen Jahren auf die spätere Lebensleistung, einschließlich der Alterungsgeschwindigkeit.

## Ehrungen
1997 wurde Monaghan zum Fellow der Royal Society of Edinburgh berufen. 2002 wurde sie Corresponding Fellow der American Ornithologists Union. 2004 hielt Monaghan die Witherby Memorial Lecture („Vortrag, Rede“), 2005 die Bernard Tucker Memorial Lecture und 2006 die Tinbergen Lecture. 2009 wurde sie mit dem Stipendium British Association Science Media Fellowship geehrt und 2011 zum Mitglied der Academia Europaea berufen. Für die Erforschung des Zusammenhangs zwischen Stress und Lebenserwartung wurde sie vom Europäischen Forschungsrat mit dem Advanced Investigator Award geehrt. 2024 wurde Monaghan zum Mitglied der Royal Society gewählt.

## Schriften
- Pat Monaghan und  D. G. M. Wood-Gush: Managing the Behaviour of Animals. Chapman and Holl, London 1990. ISBN 0-412-29980-1
- Pat Monaghan: Pilot project on Shetland seabirds and sandeels. Marine Research Programme (Great Britain), 1990. UIN: BLL01006360380
- Pat Monaghan und Charles Michael Robertson Turner: Analysis of seabird blood samples following the Sea Empress oil Spill. Countryside Council for Wales, 1997. UIN: BLL01006469361